# Martonyi János (politikus)
Martonyi János (Kolozsvár, 1944. április 5. –) Magyar Corvin-lánccal kitüntetett, Széchenyi-díjas magyar jogtudós, diplomata, ügyvéd, egyetemi tanár, az állam- és jogtudományok kandidátusa. Kutatási területe a nemzetközi magánjog. Az első és második Orbán-kormány külügyminisztere (1998–2002, 2010–2014), a 2024-es budapesti olimpia és paralimpia nagykövete. Édesapja id. Martonyi János jogtudós volt.

## Életpályája
1962-ben érettségizett, majd felvették a József Attila Tudományegyetem Állam- és Jogtudományi Karára, ahol 1967-ben szerzett jogi diplomát („summa cum laude” minősítéssel). Emellett aranygyűrűs doktorrá avatták, mivel középiskolai és egyetemi tanulmányai során végig kitűnő eredményt ért el. Ezt követően Budapesten, majd Szegeden volt ügyvédjelölt. 1968-ban a City of London College-ban nemzetközi kereskedelmi jogot tanult. 1969-ben pedig ügyvédi-jogtanácsosi vizsgát tett kitűnő minősítéssel. 1970-ben a hágai Nemzetközi Jogi Akadémián tanult nemzetközi kereskedelmi jogot. 1968-ban a Masped-Mafracht jogtanácsosa lett, majd 1979 és 1984 között kereskedelmi titkár volt Magyarország brüsszeli kereskedelmi kirendeltségen. 1994-ben ügyvédi irodát nyitott.
1979-ben védte meg az állam- és jogtudományok kandidátusi értekezését. 1997-ben kinevezték a József Attila Tudományegyetem nemzetközi magánjogi tanszékének vezetőjévé, egyetemi docensi beosztásban. 2000-ben vehette át egyetemi tanári kinevezését. Emellett több éven át tanított az Eötvös Loránd Tudományegyetem Állam- és Jogtudományi Karán mint tanszékvezető docens, majd egyetemi tanár. Nemzetközi választott bíró.

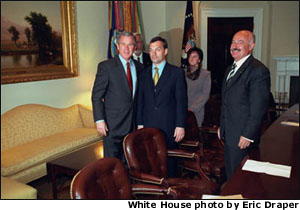
George W. Bush, Orbán Viktor és Martonyi János a Fehér Házban

### Politikai pályafutása
1985-ben a Kereskedelmi Minisztérium osztályvezetőjévé nevezték ki. Itt 1989-ig dolgozott. 1988-ban belépett a Magyar Szocialista Munkáspártba (amit 2015-ben tévedésnek minősített). 1989-ben privatizációs kormánybiztossá nevezték ki. A rendszerváltás után a Nemzetközi Gazdasági Kapcsolatok Minisztériuma, majd 1991 és 1994 között a Külügyminisztérium közigazgatási államtitkára volt. Emellett 1990–1991-ben az Állami Vagyonügynökség igazgatótanácsának alelnöke volt.
1998-ban Orbán Viktor kinevezte külügyminiszterévé. Minisztersége alatt előrehaladtak az európai uniós tárgyalások és az ország belépett a NATO-ba. 1996-ban alapítója a Magyar Polgári Együttműködés Egyesületnek, 2002-ben elnökévé választották. Tisztségét 2008-ig töltötte be. 2003-ban a Fidesz átalakulása során belépett a pártba, a Szabad Európa szakcsoport vezetője lett. 2004-től a Fidesz Szabad Európa Központjának elnöke volt. 2009-ben megszüntette ügyvédi tevékenységét. 2010-ben újra külügyminiszterré nevezték ki.

## Művei
- Martonyi János–Náray Péter: A transznacionális vállalatok jogállása; Konjunktúra- és Piackutató Intézet, Bp., 1986
- Vigh József–Martonyi János: Versenyjogi és reklámjogi alapismeretek; Külkereskedelmi Főiskola, Bp., 1987
- Vigh József–Martonyi János: Verseny- és reklámjogi ismeretek; Universitas, Bp., 1989
- Európa, nemzet, jogállam; előszó Mádl Ferenc; Magyar Szemle–Európai Utas, Bp., 1998
- Csaba László–Jeszenszky Géza–Martonyi János: Helyünk a világban. A magyar külpolitika útja a 21. században; Éghajlat, Bp., 2009 (Manréza-füzetek)
- Az EU alkotmányos szerződése és Magyarország. Balázs Péter és Martonyi János előadása a Mindentudás Egyetemén; EUKK, Bp., 2003 (Magyar EU figyelő Elvek és gyakorlat)
- Mi és a világ. Írások, 2002–2010; Magyar Szemle Alapítvány, Bp., 2015 (Magyar szemle könyvek)
- Nyitás és identitás. Geopolitika, világkereskedelem, Európa; Iurisperitus–Pólay Elemér Alapítvány, Szeged, 2018 (A Pólay Elemér Alapítvány könyvtára)
- Nemzet és Európa. Emlékirat helyett; Ludovika Egyetemi, Bp., 2021

## Díjai, elismerései
- Francia Köztársaság Becsületrendje (2000)
- A Magyar Köztársasági Érdemrend középkeresztje a csillaggal (2003)
- Széchenyi-díj (2016)
- Felkelő Nap érdemrend (1. fokozat: Nagyszalag, 2016)[3]
- Magyar Corvin-lánc (2018)
- Antall József-díj (2019)
- Magyar Batthyány Alapítvány Batthyány Lajos-díja (2022)
- A Magyar Érdemrend nagykeresztje (2024)